# Montebelluna
Montebelluna – miejscowość i gmina we Włoszech, w regionie Wenecja Euganejska, w prowincji Treviso.
Według danych na rok 2004 gminę zamieszkiwały 26 833 osoby, 559 os./km².

## Miasta partnerskie
- Dammarie-les-Lys
- Oberkochen
- Tata